# Bouvetøen
Bouvetøen (norsk: Bouvetøya) er en ubeboet vulkansk ø i den sydlige del af Atlanterhavet, syd-sydvest for Kap Det Gode Håb (Sydafrika). Den er næsten helt dækket af gletsjere og svært tilgængelig. Den har ingen havneanløb, kun ankerpladser ud for kysten.
Øen blev opdaget i 1739 af den franske flådeofficer, Jean-Baptiste Charles Bouvet de Lozier, som øen blev opkaldt efter. Ingen gjorde krav på øen indtil 1825 hvor det britiske flag blev hejst. I 1928 afstod Det Forenede Kongerige sit krav på øen til fordel for Norge, der året i forvejen havde indtaget øen. I 1971 blev Bouvetøen og det omliggende farvand udnævnt til naturreservat. Siden 1977 har Norge haft en automatiseret meteorologisk målestation på øen.

## Dyreliv
Bouvetøen er det eneste landfaste område i et stort havområde og er vigtigt for dyregrupper, der er afhængige af land i perioder af deres livscyklus. Sæler, pingviner og andre havfugle er helt afhængige af et solidt underlag for at udføre reproduktion, pels- og fjerskifte. De lavvandede områder omkring øen med undersøiske bjergtoppe og højdedrag skaber omrøring og strømme i vandmasserne, som giver gunstige vækstbetingelser for planteplankton såsom større dyr, som krill er afhængig af. Antarktisk krill udgør verdens største enkeltartsbiomasse og er et vigtigt led i det antarktiske økosystem.
Dyrelivet er domineret af den antarktiske pelssæl og sydlig elefantsæl og pingviner. 

## Fugle
Tolv fuglearter er registreret rugende på øen og otte af disse er der nye registreringer på. Nuværende rugende fugler er rempingvin, guldlokket pingvin, sydlig mallemuk, kappetrel, antarctic prion, wilsons stormsvale, sortbuget fregatstormsvale og subantarktikskua. 
Pingvinkolonien i Nyrøysa havde en bestandsnedgang mellem 1990 og 1997, hvor specielt rempingvinen er udsat. I 1990 blev der registreret henholdsvis 2 700 og 5 900 rem- og guldlokket pingvin. I 1997 var antallet reduceret til 422 og 4 700. Ændringerne i pingvinbestandene kan sandsynligvis ses i sammenhæng med den store øgning i pelssælbestanden, hvor antarktiske pelssæl har overtaget pingvinernes territorium.

## Planter
Øens vegetaion består udelukkende af ikke-karplanter som mosser, lav, svampe og alger. 1981 blev øens vegetaion registreret i 20 miljøer, inkluderet snealgerne på gletsjerne og to alger i tidevandzonen. Vegetaionen er af typisk maritimt antarktisk sammensætning. Vegetaionen er på grund af gletsjerne begrænset til kystnære klipper, næs og strandene, samt de få isfrie bjergspidser. De fleste isfrie områder er for stejle eller udsat for sneskred, så kun lav og alger kan overleve. Fem arter af mosser, fem lav, en svamp og 20 alger har været registreret i Nyrøysa.